# Anguliphantes monticola
Anguliphantes monticola is een spinnensoort in de taxonomische indeling van de hangmatspinnen (Linyphiidae).
Het dier behoort tot het geslacht Anguliphantes. De wetenschappelijke naam van de soort werd voor het eerst geldig gepubliceerd in 1881 door Wladislaus Kulczynski.